# 크리스틴 에스터브룩
크리스틴 에스터브룩(Christine Estabrook, 1952년 9월 13일 ~ )는 미국의 텔레비전 배우, 영화배우, 연극 배우이다.
이리에서 태어났다.

## 영화
- 이즈 댓 어 건 인 유어 포켓? (2016년)
- 아메리칸 호러 스토리 시즌1 (2011년) - 마시 역
- 러버스, 라이어스 앤드 루나틱스 (2006년)
- 고스트 위스퍼러 시즌1 (2005년)
- 위기의 주부들 (2004년)
- 캐치 댓 머니 (2004년)
- 스파이더맨 2 (2004년)
- 그라인드 (2003년)
- 찬스 (2002년)
- 유주얼 서스펙트 (1995년)
- 의혹 (1990년)
- 초능력 형사 바비 (1989년)
- 사랑의 파도 (1989년)